# Liste des écoles d'horlogerie en France
L'industrie horlogère étant développée en France, un ensemble d'établissements scolaires forment au métier de l'horlogerie, par l'intermédiaire de lycées, CFA, écoles.

## Liste des écoles d'horlogerie en France
- College d 'enseignement industriel et d'horlogerie 9 rue Pierre Girard Paris 19 eme (fermée en 1993)
- École d'horlogerie d'Anet
- Lycée Jules-Haag (Besançon)
- AFPA de Besançon
- École d'horlogerie de Cluses (1848-), aujourd'hui lycée général Charles Poncet
- École Charles-Edouard Guillaume de Fougères
- CFA de la chambre de métiers de l'Indre-et-Loire de Joué-lès-Tours
- Lycée Léonard de Vinci de Marseille
- Lycée Marcel-Dassault de Mérignac (1961-)
- École d'horlogerie de Morteau (1835-1850)
- École d'horlogerie de Morteau (1948-) (lycée Edgar-Faure de Morteau)
- Lycée Les Savarières, à Saint-Sébastien sur Loire, près de Nantes
- Lycée des métiers d'art et de la mécanique de précision Pasteur de Nice
- École d'horlogerie de Paris (1880-?)
- Lycée Diderot (Paris)
- Ecole d'horlogerie de Versailles (1835-?)
- Lycée Jean-Jaurès de Rennes (1947-)